# Пригрів (фільм)
«Пригрі́в» (рос. Солнцепёк) — російський пропагандистський художній фільм режисерів Максима Бріуса і Михайла Вассербаума, прем'єра якого відбулася в серпні 2021 року. Розповідає про війну на Донбасі у 2014 році через призму путінської пропаганди .

## Сюжет
Дія фільму відбувається в травні 2014 року на окупованій території України. Головний герой намагається вивезти свою сім'ю із зони бойових дій. Важливу роль в картині відіграють представники ПВК Вагнера, що показані як позитивні персонажі.

## У ролях
- Олександр Бухаров — Владислав Новожилов
- Марина Денисова — Ніна
- Гліб Борисов — Ілля
- Максим Дахненко — Олексій Гончаренко
- Олексій Кравченко — Павло Грицай
- Володимир Ільїн — Давид Гуревич
- Світлана Терентьєва — Ольга
- Андрій Терентьєв — Женя
- Гліб Темнов — Сьома
- Сергій Гарусов — Памір
- Олексій Румянцев — Джміль
- Сергій Воробйов — Єнісей
- Геннадій Яковлєв — Шульга
- В'ячеслав Землянной — Сергій Григорович, батько Грицая
- Євген Кузьмін — Ігор Буров
- Євген Єгоров — Гриць Степанчук
- Олександр Солоненко — український генерал Глуговський[6]

## Виробництво і прем'єра
Зйомки фільму проходили в Євпаторії і Симферополь. Проект режисирували Максим Бріус і Михайло Вассербаум. У ЗМІ звучало твердження про те, що виробництво фінансував бізнесмен Євген Пригожин, близький до Володимира Путіна, але офіційного підтвердження ці дані не отримали. Продюсер картини Сергій Щеглов на першому закритому показі подякував «замовнику» (його ім'я не було названо) «за ідею, постійну участь і спонсорство». Трейлер картини з'явився в кінці липня 2021 року. 11 серпня відбулася театральна прем'єра, а 18 серпня фільм показаний на російському телеканалі НТВ.
На сервісі Imdb фільм має рейтинг 4.6.

## Про фільм
Фільм намагається героїзувати найманців ПВК Вагнера, має ознаки агітки, що розпалює ненависть. В сюжеті обігрується кліше російської пропаганди: «геноцид російськомовного населення», «кровожерливі правосеки», «американські найманці на Донбасі». Негативного забарвлення надано не лише Збройним силам, а й всім українцям, на котрих покладено відповідальність за війну на сході України. Про низьку художню якість фільму зазначають навіть росіяни, зокрема, один з ідеологів російських терористичних угруповань Олександр Дугін, однак закликає росіян дивитися фільм, бо там показано події на Донбасі як їх бачить «русский мир».